# Olympische Sommerspiele 2024/Teilnehmer (Algerien)
| Gelbes Symbol für Goldmedaillen mit stilisierten Olympischen Ringen | Graues Symbol für Silbermedaillen mit stilisierten Olympischen Ringen | Braundes Symbol für Bronzemedaillen mit stilisierten Olympischen Ringen |
| ------------------------------------------------------------------- | --------------------------------------------------------------------- | ----------------------------------------------------------------------- |
| 2                                                                   | —                                                                     | 1                                                                       |

Algerien nahm an den Olympischen Spielen 2024 vom 26. Juli bis zum 11. August 2024 in Paris mit 46 Athleten (27 Männer, 19 Frauen) teil. Es war die insgesamt 15. Teilnahme an Olympischen Sommerspielen.

## Medaillen

### Medaillenspiegel
| Rang   | Sportart       | Gold | Silber | Bronze | Gesamt |
| ------ | -------------- | ---- | ------ | ------ | ------ |
| 1      | Boxen          | 1    | –      | –      | 1      |
| 1      | Gerätturnen    | 1    | –      | –      | 1      |
| 3      | Leichtathletik | –    | –      | 1      | 1      |
| Gesamt | Gesamt         | 2    | 0      | 1      | 3      |

### Medaillengewinner
| Name/n         | Sportart       | Wettkampf     |
| -------------- | -------------- | ------------- |
| Gold           |                |               |
| Imane Khelif   | Boxen          | Weltergewicht |
| Kaylia Nemour  | Turnen         | Stufenbarren  |
| Bronze         |                |               |
| Djamel Sedjati | Leichtathletik | 800 m         |

## Teilnehmer nach Sportarten

### Badminton
Über die Race-to-Paris-Rangliste qualifizierte sich ein Mixed-Doppel für die Olympischen Spiele.
| Athleten                       | Wettbewerb | Gruppenphase                         | Gruppenphase      | Gruppenphase | Gruppenphase | Achtelfinale | Achtelfinale | Viertelfinale | Viertelfinale | Halbfinale    | Halbfinale    | Finale / Platz 3 | Finale / Platz 3 | Rang |
| Athleten                       | Wettbewerb | Gegner                               | Ergebnis          | Punkte       | Rang         | Gegner       | Ergebnis     | Gegner        | Ergebnis      | Gegner        | Ergebnis      | Gegner           | Ergebnis         | Rang |
| ------------------------------ | ---------- | ------------------------------------ | ----------------- | ------------ | ------------ | ------------ | ------------ | ------------- | ------------- | ------------- | ------------- | ---------------- | ---------------- | ---- |
| Mixed                          |            |                                      |                   |              |              |              |              |               |               |               |               |                  |                  |      |
| Koceila Mammeri Tanina Mammeri | Doppel     | Seo S.-j. / Chae Y.-j.               | 0:2 (10:21, 7:21) | 0            | 4            | —            | —            | ausgeschieden | ausgeschieden | ausgeschieden | ausgeschieden | ausgeschieden    | ausgeschieden    | 13   |
| Koceila Mammeri Tanina Mammeri | Doppel     | D. Puavaranukroh / S. Taerattanachai | 0:2 (14:21, 9:21) | 0            | 4            | —            | —            | ausgeschieden | ausgeschieden | ausgeschieden | ausgeschieden | ausgeschieden    | ausgeschieden    | 13   |
| Koceila Mammeri Tanina Mammeri | Doppel     | R. Tabeling / S. Piek                | 0:2 (18:21, 9:21) | 0            | 4            | —            | —            | ausgeschieden | ausgeschieden | ausgeschieden | ausgeschieden | ausgeschieden    | ausgeschieden    | 13   |

### Boxen
Beim afrikanischen Qualifikationsturnier in Dakar gewannen fünf algerische Boxer ihre Startplätze für die Olympischen Spiele.
| Athleten         | Wettbewerb         | 1. Runde | 1. Runde | Achtelfinale  | Achtelfinale     | Viertelfinale | Viertelfinale | Halbfinale      | Halbfinale    | Finale        | Finale        | Rang |
| Athleten         | Wettbewerb         | Gegner   | Ergebnis | Gegner        | Ergebnis         | Gegner        | Ergebnis      | Gegner          | Ergebnis      | Gegner        | Ergebnis      | Rang |
| ---------------- | ------------------ | -------- | -------- | ------------- | ---------------- | ------------- | ------------- | --------------- | ------------- | ------------- | ------------- | ---- |
| Frauen           |                    |          |          |               |                  |               |               |                 |               |               |               |      |
| Roumaysa Boualam | Klasse bis 50 kg   | Freilos  | Freilos  | A. Villegas   | 0:5              | ausgeschieden | ausgeschieden | ausgeschieden   | ausgeschieden | ausgeschieden | ausgeschieden | 9    |
| Hadjila Khelif   | Klasse bis 60 kg   | Freilos  | Freilos  | N. Šadrina    | 0:5              | ausgeschieden | ausgeschieden | ausgeschieden   | ausgeschieden | ausgeschieden | ausgeschieden | 9    |
| Imane Khelif     | Klasse bis 66 kg   | Freilos  | Freilos  | A. Carini     | Aufgabe Gegnerin | L. Hámori     | 5:0           | J. Suwannapheng | 5:0           | Liu Y.        | 5:0           | Gold |
| Männer           |                    |          |          |               |                  |               |               |                 |               |               |               |      |
| Jugurtha Ait     | Klasse bis 63,5 kg | Freilos  | Freilos  | E. Alvarez    | 0:5              | ausgeschieden | ausgeschieden | ausgeschieden   | ausgeschieden | ausgeschieden | ausgeschieden | 9    |
| Mourad Kadi      | Klasse ab 92 kg    | —        | —        | D.-D. Aboudou | 1:4              | ausgeschieden | ausgeschieden | ausgeschieden   | ausgeschieden | ausgeschieden | ausgeschieden | 9    |

### Fechten
Als bestes afrikanisches Team der Qualifikationsrangliste qualifizierten sich die algerischen Säbelfechterinnen. Somit sind auch im Einzel drei Sportlerinnen startberechtigt. Zudem erhielt Salim Heroui im Florett der Männer einen persönlichen Quotenplatz über die olympische Rangliste.
| Athleten                                                                | Wettbewerb       | 1. Runde      | 1. Runde | 2. Runde      | 2. Runde      | Achtelfinale  | Achtelfinale  | Viertelfinale | Viertelfinale | Halbfinale / Klassifikation | Halbfinale / Klassifikation | Finale / Platzierung | Finale / Platzierung | Rang |
| Athleten                                                                | Wettbewerb       | Gegner        | Ergebnis | Gegner        | Ergebnis      | Gegner        | Ergebnis      | Gegner        | Ergebnis      | Gegner                      | Ergebnis                    | Gegner               | Ergebnis             | Rang |
| ----------------------------------------------------------------------- | ---------------- | ------------- | -------- | ------------- | ------------- | ------------- | ------------- | ------------- | ------------- | --------------------------- | --------------------------- | -------------------- | -------------------- | ---- |
| Frauen                                                                  |                  |               |          |               |               |               |               |               |               |                             |                             |                      |                      |      |
| Chaima Benadouda                                                        | Säbel Einzel     | Ä. Sarybay    | 9:15     | ausgeschieden | ausgeschieden | ausgeschieden | ausgeschieden | ausgeschieden | ausgeschieden | ausgeschieden               | ausgeschieden               | ausgeschieden        | ausgeschieden        | 36   |
| Saoussen Boudiaf                                                        | Säbel Einzel     | O. Krawazka   | 8:15     | ausgeschieden | ausgeschieden | ausgeschieden | ausgeschieden | ausgeschieden | ausgeschieden | ausgeschieden               | ausgeschieden               | ausgeschieden        | ausgeschieden        | 33   |
| Zohra Kehli                                                             | Säbel Einzel     | Y. Daghfous   | 12:15    | ausgeschieden | ausgeschieden | ausgeschieden | ausgeschieden | ausgeschieden | ausgeschieden | ausgeschieden               | ausgeschieden               | ausgeschieden        | ausgeschieden        | 34   |
| Chaima Benadouda Saoussen Boudiaf Zohra Kehli Kaouther Mohamed Belkebir | Säbel Mannschaft | —             | —        | —             | —             | —             | —             | Frankreich    | 32:45         | Vereinigte Staaten          | 28:45                       | Italien              | 27:45                | 8    |
| Männer                                                                  |                  |               |          |               |               |               |               |               |               |                             |                             |                      |                      |      |
| Salim Heroui                                                            | Florett Einzel   | J. Jurkiewicz | 8:15     | ausgeschieden | ausgeschieden | ausgeschieden | ausgeschieden | ausgeschieden | ausgeschieden | ausgeschieden               | ausgeschieden               | ausgeschieden        | ausgeschieden        | 36   |

### Gewichtheben
Über die olympische Qualifikationsrangliste der IWF erhielt Walid Bidani einen Startplatz im Superschwergewicht der Männer.
| Athleten     | Wettbewerb         | Reißen                | Reißen                | Stoßen        | Stoßen        | Zweikampf     | Zweikampf     | Rang |
| Athleten     | Wettbewerb         | Gewicht               | Rang                  | Gewicht       | Rang          | Gewicht       | Rang          | Rang |
| ------------ | ------------------ | --------------------- | --------------------- | ------------- | ------------- | ------------- | ------------- | ---- |
| Männer       |                    |                       |                       |               |               |               |               |      |
| Walid Bidani | Klasse über 102 kg | ohne gültigen Versuch | ohne gültigen Versuch | ausgeschieden | ausgeschieden | ausgeschieden | ausgeschieden | DNF  |

### Judo
Über die IJF-Weltrangliste konnten sich drei algerische Judokas qualifizieren.
| Athleten              | Wettbewerb         | 1. Runde         | 1. Runde | 2. Runde      | 2. Runde      | Achtelfinale  | Achtelfinale  | Viertelfinale | Viertelfinale | Halbfinale / Trostrunde | Halbfinale / Trostrunde | Finale / Platz 3 | Finale / Platz 3 | Rang |
| Athleten              | Wettbewerb         | Gegner           | Ergebnis | Gegner        | Ergebnis      | Gegner        | Ergebnis      | Gegner        | Ergebnis      | Gegner                  | Ergebnis                | Gegner           | Ergebnis         | Rang |
| --------------------- | ------------------ | ---------------- | -------- | ------------- | ------------- | ------------- | ------------- | ------------- | ------------- | ----------------------- | ----------------------- | ---------------- | ---------------- | ---- |
| Frauen                |                    |                  |          |               |               |               |               |               |               |                         |                         |                  |                  |      |
| Amina Belkadi         | Klasse bis 63 kg   | A. Barrios       | 1s2:0s1  | —             | —             | A. Leški      | 1s1:10        | ausgeschieden | ausgeschieden | ausgeschieden           | ausgeschieden           | ausgeschieden    | ausgeschieden    | 9    |
| Männer                |                    |                  |          |               |               |               |               |               |               |                         |                         |                  |                  |      |
| Messaoud Dris         | Klasse bis 73 kg   | T. Butbul        | 0:10     | ausgeschieden | ausgeschieden | ausgeschieden | ausgeschieden | ausgeschieden | ausgeschieden | ausgeschieden           | ausgeschieden           | ausgeschieden    | ausgeschieden    | 17   |
| Mohamed El Mehdi Lili | Klasse über 100 kg | M. Magomedomarov | 0:10     | ausgeschieden | ausgeschieden | ausgeschieden | ausgeschieden | ausgeschieden | ausgeschieden | ausgeschieden           | ausgeschieden           | ausgeschieden    | ausgeschieden    | 17   |

### Kanu
Durch die Neuverteilung eines ungenutzten Quotenplatzes erhielt Algerien einen Startplatz im Kanuslalom K1 der Frauen.

#### Kanuslalom
| Athleten       | Wettbewerb | Vorlauf | Vorlauf | Halbfinale | Halbfinale | Finale        | Finale        | Rang |
| Athleten       | Wettbewerb | Zeit    | Rang    | Zeit       | Rang       | Zeit          | Rang          | Rang |
| -------------- | ---------- | ------- | ------- | ---------- | ---------- | ------------- | ------------- | ---- |
| Frauen         |            |         |         |            |            |               |               |      |
| Carole Bouzidi | K1         | 99,41 s | 19      | 108,75 s   | 14         | ausgeschieden | ausgeschieden | 14   |

Boater-Cross
| Frauen         |          |         |    |   |   |   |   |   |             |   |
| Carole Bouzidi | K1 Cross | 76,68 s | 24 | 2 | ― | 2 | 2 | 3 | B-Finale: 3 | 7 |

### Leichtathletik
Vier algerische Leichtathleten haben die Olympianormen des Weltverbandes erreicht.
Laufen und Gehen
| Athleten            | Wettbewerb       | Vorlauf     | Vorlauf | Hoffnungslauf | Hoffnungslauf | Halbfinale    | Halbfinale    | Finale        | Finale        | Rang   |
| Athleten            | Wettbewerb       | Zeit        | Rang    | Zeit          | Rang          | Zeit          | Rang          | Zeit          | Rang          | Rang   |
| ------------------- | ---------------- | ----------- | ------- | ------------- | ------------- | ------------- | ------------- | ------------- | ------------- | ------ |
| Männer              |                  |             |         |               |               |               |               |               |               |        |
| Mohamed Ali Gouaned | 800 m            | 1:47,34 min | 7       | 1:44,37 min   | 2             | 1:46,52 min   | 8             | ausgeschieden | ausgeschieden | 22     |
| Slimane Moula       | 800 m            | 1:46,71 min | 8       | 1:45,67 min   | 2             | ausgeschieden | ausgeschieden | ausgeschieden | ausgeschieden | 31     |
| Djamel Sedjati      | 800 m            | 1:45,81 min | 1       | —             | —             | 1:45,08 min   | 1             | 1:41,50 min   | 3             | Bronze |
| Bilal Tabti         | 3000 m Hindernis | 9:04,81 min | 12      | —             | —             | —             | —             | ausgeschieden | ausgeschieden | 35     |
| Amine Bouanani      | 110 m Hürden     | 13,58 s     | 5       | 13,54 s       | 3             | ausgeschieden | ausgeschieden | ausgeschieden | ausgeschieden | 27     |

Springen und Werfen
| Athleten           | Wettbewerb | Qualifikation | Qualifikation | Finale        | Finale        | Rang          |
| Athleten           | Wettbewerb | Weite/Höhe    | Rang          | Weite/Höhe    | Rang          | Rang          |
| ------------------ | ---------- | ------------- | ------------- | ------------- | ------------- | ------------- |
| Frauen             |            |               |               |               |               |               |
| Zahra Tatar        | Hammerwurf | 66,99 m       | 25            | ausgeschieden | ausgeschieden | 25            |
| Männer             |            |               |               |               |               |               |
| Yasser Triki       | Dreisprung | 16,85 m       | 9             | 17,22 m       | 9             | 9             |
| Oussama Khennoussi | Diskuswurf | ogV           | ogV           | ausgeschieden | ausgeschieden | ausgeschieden |

### Radsport
Über die UCI-Straßen-Weltrangliste nach Nationen erhielt Algerien je einen Startplatz für die Straßenrennen der Frauen und Männer.

#### Straße
| Athleten       | Wettbewerb    | Zeit | Rang |
| -------------- | ------------- | ---- | ---- |
| Frauen         |               |      |      |
| Nesrine Houili | Straßenrennen | DNF  | DNF  |
| Männer         |               |      |      |
| Yacine Hamza   | Straßenrennen | DNF  | DNF  |

### Ringen
Beim afrikanischen Qualifikationsturnier in Kairo konnten Quotenplätze in acht Gewichtsklassen erreicht werden.

#### Freier Stil
Legende: G = Gewonnen, V = Verloren, S = Schultersieg
| Athleten            | Wettbewerb       | Achtelfinale   | Achtelfinale | Viertelfinale | Viertelfinale | Halbfinale    | Halbfinale    | Hoffnungsrunde Halbfinale | Hoffnungsrunde Halbfinale | Hoffnungsrunde Finale | Hoffnungsrunde Finale | Finale        | Finale        | Rang |
| Athleten            | Wettbewerb       | Gegner         | Ergebnis     | Gegner        | Ergebnis      | Gegner        | Ergebnis      | Gegner                    | Ergebnis                  | Gegner                | Ergebnis              | Gegner        | Ergebnis      | Rang |
| ------------------- | ---------------- | -------------- | ------------ | ------------- | ------------- | ------------- | ------------- | ------------------------- | ------------------------- | --------------------- | --------------------- | ------------- | ------------- | ---- |
| Frauen              |                  |                |              |               |               |               |               |                           |                           |                       |                       |               |               |      |
| Ibtissem Doudou     | Klasse bis 50 kg | S. Hildebrandt | V 0:10       | ausgeschieden | ausgeschieden | ausgeschieden | ausgeschieden | Feng Z.                   | V 0:10                    | ausgeschieden         | ausgeschieden         | —             | —             | 14   |
| Chaimaa Aouissi     | Klasse bis 57 kg | O. Adekuoroye  | V Verletzung | ausgeschieden | ausgeschieden | ausgeschieden | ausgeschieden | ausgeschieden             | ausgeschieden             | ausgeschieden         | ausgeschieden         | ausgeschieden | ausgeschieden | 13   |
| Männer              |                  |                |              |               |               |               |               |                           |                           |                       |                       |               |               |      |
| Fateh Benferdjallah | Klasse bis 86 kg | H. Ishiguro    | V 0:11       | ausgeschieden | ausgeschieden | ausgeschieden | ausgeschieden | ausgeschieden             | ausgeschieden             | ausgeschieden         | ausgeschieden         | ausgeschieden | ausgeschieden | 14   |

#### Griechisch-römischer Stil
Legende: G = Gewonnen, V = Verloren, S = Schultersieg
| Athleten          | Wettbewerb       | Achtelfinale  | Achtelfinale | Viertelfinale | Viertelfinale | Halbfinale    | Halbfinale    | Hoffnungsrunde Halbfinale | Hoffnungsrunde Halbfinale | Hoffnungsrunde Finale | Hoffnungsrunde Finale | Finale        | Finale        | Rang |
| Athleten          | Wettbewerb       | Gegner        | Ergebnis     | Gegner        | Ergebnis      | Gegner        | Ergebnis      | Gegner                    | Ergebnis                  | Gegner                | Ergebnis              | Gegner        | Ergebnis      | Rang |
| ----------------- | ---------------- | ------------- | ------------ | ------------- | ------------- | ------------- | ------------- | ------------------------- | ------------------------- | --------------------- | --------------------- | ------------- | ------------- | ---- |
| Männer            |                  |               |              |               |               |               |               |                           |                           |                       |                       |               |               |      |
| Abdelkarim Fergat | Klasse bis 60 kg | M. Mohsen     | V 0:9        | ausgeschieden | ausgeschieden | ausgeschieden | ausgeschieden | ausgeschieden             | ausgeschieden             | ausgeschieden         | ausgeschieden         | ausgeschieden | ausgeschieden | 16   |
| Ishak Ghaiou      | Klasse bis 67 kg | S. Esmaeili   | V 0:10       | ausgeschieden | ausgeschieden | ausgeschieden | ausgeschieden | L. Orta                   | V 0:9                     | ausgeschieden         | ausgeschieden         | —             | —             | 16   |
| Abdelkrim Ouakali | Klasse bis 77 kg | N. Kusaka     | V 0:9        | ausgeschieden | ausgeschieden | ausgeschieden | ausgeschieden | A. Wardanjan              | V 0:11                    | ausgeschieden         | ausgeschieden         | —             | —             | 16   |
| Bachir Sid Azara  | Klasse bis 87 kg | L. Gobadse    | V 1:2        | ausgeschieden | ausgeschieden | ausgeschieden | ausgeschieden | ausgeschieden             | ausgeschieden             | ausgeschieden         | ausgeschieden         | ausgeschieden | ausgeschieden | 12   |
| Fadi Rouabah      | Klasse bis 97 kg | A. Savolainen | V 0:4        | ausgeschieden | ausgeschieden | ausgeschieden | ausgeschieden | ausgeschieden             | ausgeschieden             | ausgeschieden         | ausgeschieden         | ausgeschieden | ausgeschieden | 16   |

### Rudern
Bei der afrikanischen Qualifikationsregatta in Tunis konnten sich die beiden Einer-Boote qualifizieren.
| Athleten        | Wettbewerb | Vorlauf     | Vorlauf | Vorlauf       | Hoffnungslauf | Hoffnungslauf | Hoffnungslauf  | Viertelfinale | Viertelfinale | Viertelfinale  | Halbfinale  | Halbfinale | Halbfinale    | Finale      | Finale | Rang |
| Athleten        | Wettbewerb | Zeit        | Rang    | Qualifikation | Zeit          | Rang          | Qualifikation  | Zeit          | Rang          | Qualifikation  | Zeit        | Rang       | Qualifikation | Zeit        | Rang   | Rang |
| --------------- | ---------- | ----------- | ------- | ------------- | ------------- | ------------- | -------------- | ------------- | ------------- | -------------- | ----------- | ---------- | ------------- | ----------- | ------ | ---- |
| Frauen          |            |             |         |               |               |               |                |               |               |                |             |            |               |             |        |      |
| Nihed Benchadli | Einer      | 8:06,62 min | 5       | Hoffnungslauf | DSQ           | 4             | Halbfinale E/F | —             | —             | —              | 8:34,67 min | 1          | E-Finale      | 7:54,25 min | 1      | 25   |
| Männer          |            |             |         |               |               |               |                |               |               |                |             |            |               |             |        |      |
| Sid Ali Boudina | Einer      | 7:02,94 min | 4       | Hoffnungslauf | 7:10,23 min   | 1             | Viertelfinale  | 7:06,31 min   | 5             | Halbfinale C/D | 6:57,06 min | 3          | C-Finale      | 6:51,99 min | 6      | 18   |

### Schießen
| Athleten        | Wettbewerb       | Qualifikation   | Qualifikation | Finale          | Finale        | Rang |
| Athleten        | Wettbewerb       | Ringe/ Scheiben | Rang          | Ringe/ Scheiben | Rang          | Rang |
| --------------- | ---------------- | --------------- | ------------- | --------------- | ------------- | ---- |
| Frauen          |                  |                 |               |                 |               |      |
| Houda Chaabi    | 10 m Luftgewehr  | DNS             | DNS           | DNS             | DNS           | DNS  |
| Männer          |                  |                 |               |                 |               |      |
| Samir Bouchireb | 10 m Luftpistole | 563             | 29            | ausgeschieden   | ausgeschieden | 29   |
| Koceila Adoul   | 10 m Luftgewehr  | 613,4           | 49            | ausgeschieden   | ausgeschieden | 49   |

### Schwimmen
| Athleten         | Wettbewerb     | Vorlauf     | Vorlauf | Halbfinale    | Halbfinale    | Finale        | Finale        | Rang |
| Athleten         | Wettbewerb     | Zeit        | Rang    | Zeit          | Rang          | Zeit          | Rang          | Rang |
| ---------------- | -------------- | ----------- | ------- | ------------- | ------------- | ------------- | ------------- | ---- |
| Frauen           |                |             |         |               |               |               |               |      |
| Nesrine Medjahed | 100 m Freistil | 57,34 s     | 24      | ausgeschieden | ausgeschieden | ausgeschieden | ausgeschieden | 24   |
| Männer           |                |             |         |               |               |               |               |      |
| Jaouad Syoud     | 200 m Lagen    | 1:59,41 min | 15      | 2:00,13 min   | 15            | ausgeschieden | ausgeschieden | 15   |

### Segeln
Bei der afrikanischen Qualifikation in der Soma Bay konnte ein Quotenplatz im Windsurfen der Männer gewonnen werden.
| Athleten       | Wettbewerb        | Qualifikation | Qualifikation | Medal Race    | Medal Race    | Punkte | Rang |
| Athleten       | Wettbewerb        | Punkte        | Rang          | Punkte        | Rang          | Punkte | Rang |
| -------------- | ----------------- | ------------- | ------------- | ------------- | ------------- | ------ | ---- |
| Männer         |                   |               |               |               |               |        |      |
| Rami Boudrouma | Windsurfen iQFoiL | 234           | 24            | ausgeschieden | ausgeschieden | 234    | 24   |

### Tischtennis
Beim afrikanischen Qualifikationsturnier in Kigali gewann Mehdi Bouloussa einen Startplatz im Männereinzel. Zudem konnte sich Lynda Loghraibi als beste, noch nicht qualifizierte, Spielerin aus Afrika in der Weltrangliste qualifizieren.
| Athleten        | Wettbewerb | 1. Runde | 1. Runde | 2. Runde | 2. Runde | 3. Runde      | 3. Runde      | Achtelfinale  | Achtelfinale  | Viertelfinale | Viertelfinale | Halbfinale    | Halbfinale    | Finale / Platz 3 | Finale / Platz 3 | Rang |
| Athleten        | Wettbewerb | Gegner   | Erg.     | Gegner   | Erg.     | Gegner        | Erg.          | Gegner        | Erg.          | Gegner        | Erg.          | Gegner        | Erg.          | Gegner           | Erg.             | Rang |
| --------------- | ---------- | -------- | -------- | -------- | -------- | ------------- | ------------- | ------------- | ------------- | ------------- | ------------- | ------------- | ------------- | ---------------- | ---------------- | ---- |
| Frauen          |            |          |          |          |          |               |               |               |               |               |               |               |               |                  |                  |      |
| Lynda Loghraibi | Einzel     | Freilos  | Freilos  | Chen M.  | 0:4      | ausgeschieden | ausgeschieden | ausgeschieden | ausgeschieden | ausgeschieden | ausgeschieden | ausgeschieden | ausgeschieden | ausgeschieden    | ausgeschieden    | 33   |
| Männer          |            |          |          |          |          |               |               |               |               |               |               |               |               |                  |                  |      |
| Mehdi Bouloussa | Einzel     | Freilos  | Freilos  | T. Pucar | 0:4      | ausgeschieden | ausgeschieden | ausgeschieden | ausgeschieden | ausgeschieden | ausgeschieden | ausgeschieden | ausgeschieden | ausgeschieden    | ausgeschieden    | 33   |

### Turnen
Durch ihre Leistungen im Mehrkampf bei den Weltmeisterschaften 2023 erhielt Kaylia Nemour einen persönlichen Startplatz für die Olympischen Spiele.

#### Gerätturnen
| Athleten      | Wettbewerb       | Qualifikation | Qualifikation | Finale        | Finale        | Rang |
| Athleten      | Wettbewerb       | Punkte        | Rang          | Punkte        | Rang          | Rang |
| ------------- | ---------------- | ------------- | ------------- | ------------- | ------------- | ---- |
| Frauen        |                  |               |               |               |               |      |
| Kaylia Nemour | Boden            | 13,166        | 22            | ausgeschieden | ausgeschieden | 22   |
| Kaylia Nemour | Schwebebalken    | 13,200        | 32            | ausgeschieden | ausgeschieden | 32   |
| Kaylia Nemour | Stufenbarren     | 15,600        | 1             | 15,700        | 1             | Gold |
| Kaylia Nemour | Mehrkampf Einzel | 55,966        | 5             | 55,899        | 5             | 5    |